# Іван Асен I
Іван Асен I (болг. Иван Асен I, ? — 1196) — цар Болгарії у 1186–1196 роках. Разом з братом Тодором (цар Петро IV) став засновником Другого Болгарського царства.

## Походження
Іван мав двох братів — Тодора та Калояна. Щодо їхнього походження існує кілька теорій. Трьома основними гіпотезами є:
- валаська, згідно з якою, Асені за національністю є румунами чи арумунами,
- болгарська, за якою вони є вихідцями з регіону Валахія,
- тюркська, за якою брати могли мати половецьке чи печенезьке походження, адже їхні імена мають схожість з тюркськими (так, прізвисько Івана Асена I Білгун є похідною від тюркського слова «мудрий»).

## Життєпис

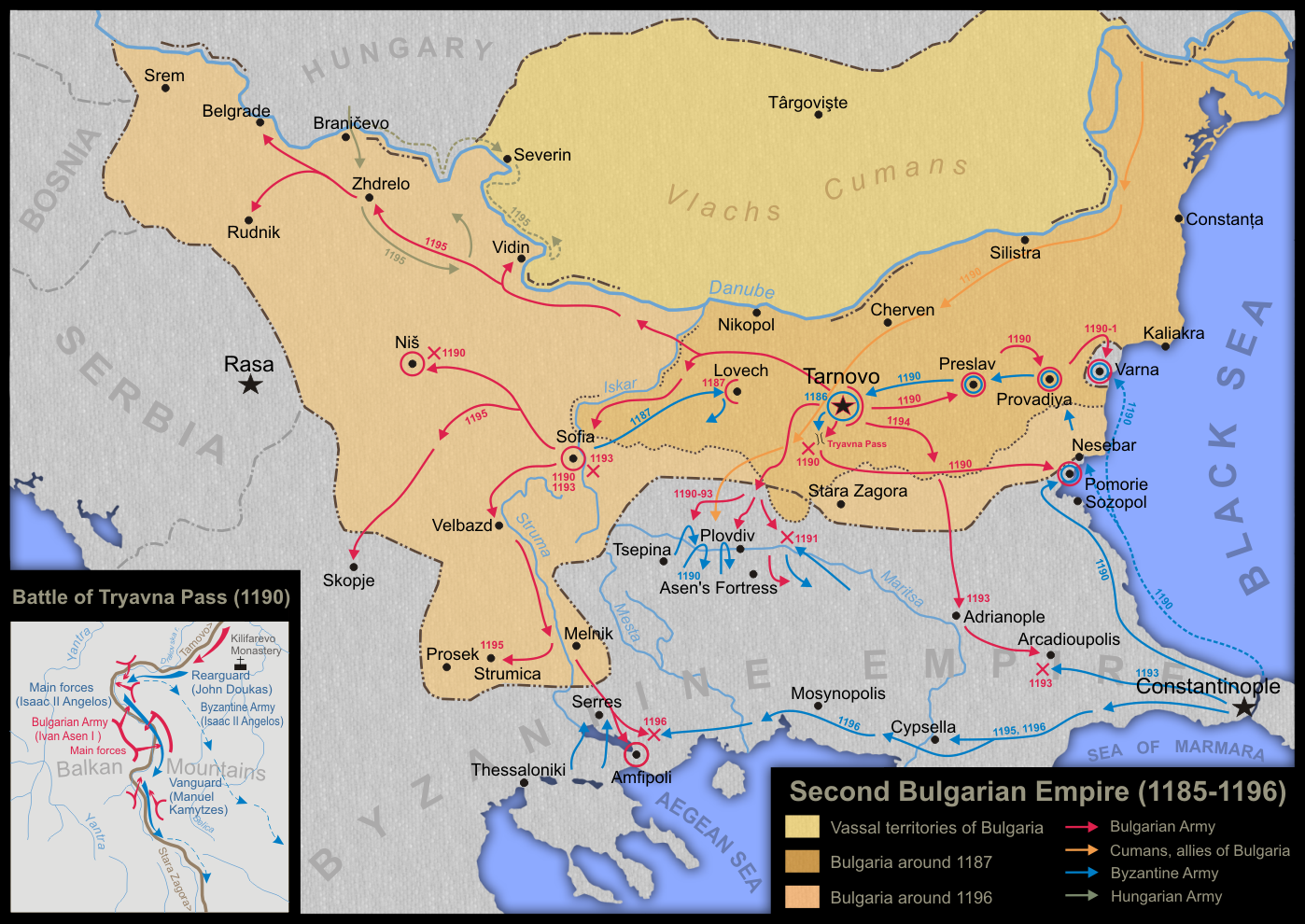
Болгарія за часів Петра IV та Івана Асена I

1185 року на території болгарських земель, які тоді належали Візантії, спалахнуло повстання під керівництвом Тодора та Івана Асенів.
26 жовтня 1185 р. в церкві св. Дмитра Солунського в м. Тирново брати проголосили незалежність Болгарії. Теодора було короновано й він прийняв тронне ім'я Петро IV та титул «цар», а Іван став його співправителем.
Імператор Ісаак II Ангел спорядив кілька кампаній проти болгар, та восени 1185 та 1186 року успіх був на стороні повстанців. 1187-го візантійський імператор знов відрядив військо до Болгарії. Після ж невдалої облоги фортеці Ловеч, він змушений був укласти із повстанцями мир, що фактично означало відродження Болгарської держави.
Одним з перших державних питань, якими зайнялися брати, була проблема церкви. Землі знаходилися під юрисдикцією архієпископа Охридського. Та оскільки, кожна незалежна держава повинна мати власну церкву, головою церкви обрали пресвітера Василія, який став патріархом Василієм I. Він, в свою чергу, коронував Тодора на царство під іменем Петро IV. Це ймення мало показувати наступність щодо спадковості нової держави Першому Болгарському царству і попереднім правителям. Іван Асен I став співправителем брата.
У 1193–1194 роках болгарські війська захопили Сердику і селища по гірській частині течії Струми. Через рік оволоділи фортецями Серрес, Струмиця та іншими населеними пунктами в долині Струми. У 1194–1195 роках в угорців відвоювали Белградську та Бранічевську області.
1195 року Іван Асен переніс мощі святого Івана Рильського із Софії до Велико Тирново.
Наступного року він став жертвою змови, його вбив боярин Іванко, який зробив спробу узурпувати болгарський трон та не отримав обіцяної підтримки від Візантії.

## Особисте життя
Довгий час вважали, що єдиною дружиною Івана Асена була Єлена, від якої він мав двох синів:
- Іван Асен
- Александр

Але при розкопках середньовічної фортеці Червен знайшли надгробний пам'ятник із написом «болг. На…ден поставих кръст на жена си Мария, Асен цар на Търново…», який свідчить про те, що його встановили над могилою Марії, дружини царя Асена з Тирново. Цей напис, враховуючи те, що царицю Єлену згадували як нову царицю, свідчить про те, що Марія була першою дружиною Івана Асена. Імовірно, що від неї цар мав доньку Ану.